# Explodiergurke
Die Explodiergurke (Cyclanthera brachystachya) ist eine saftdruckstreuende Pflanzenart aus der Gattung Cyclanthera innerhalb der Familie der Kürbisgewächse (Cucurbitaceae). Sie stammt aus Zentralamerika und dem tropisch-andinen Südamerika. Sie wird als Zier- und Gemüsepflanze genutzt.

## Beschreibung

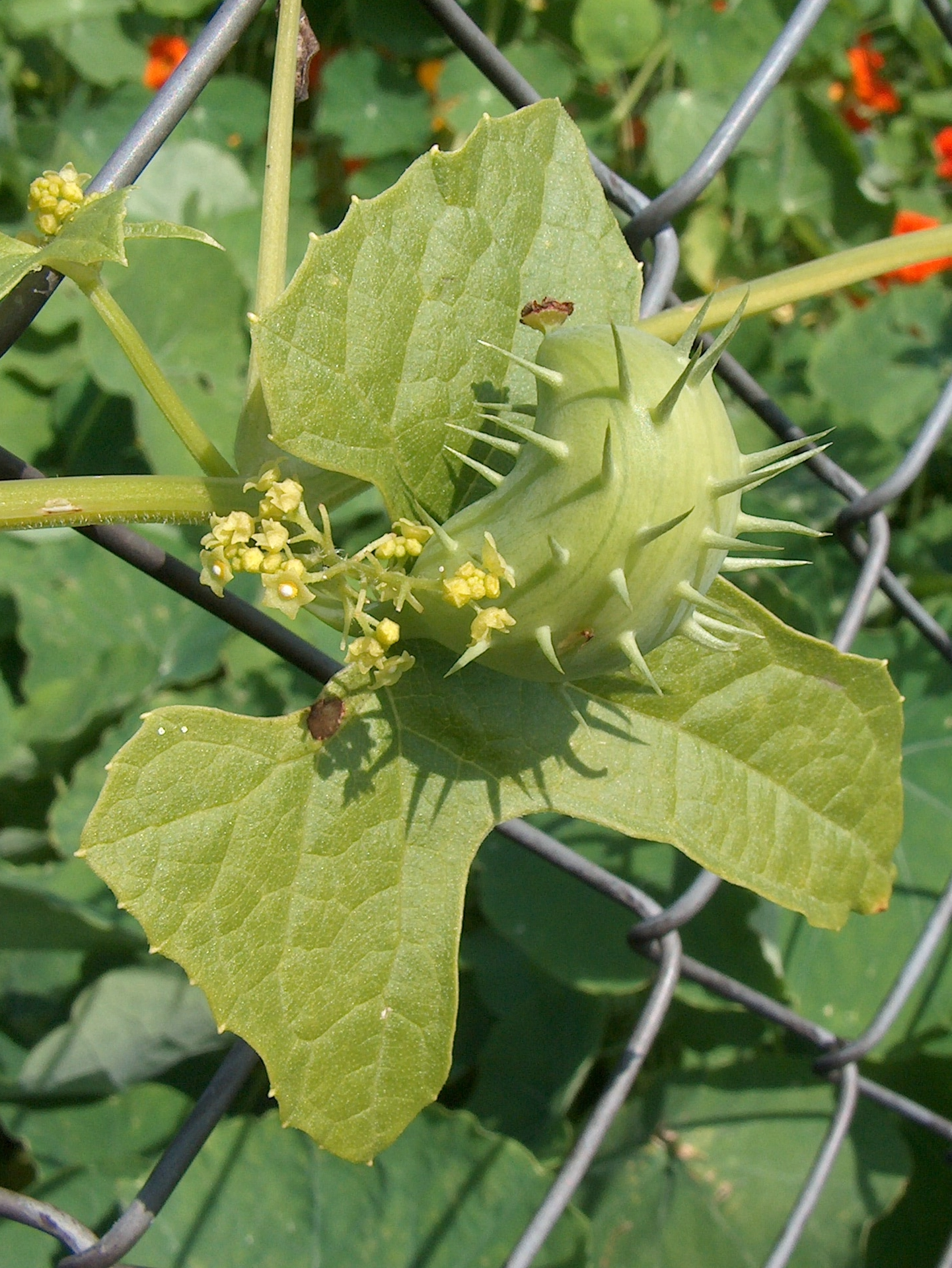
Männlicher Blütenstand und stachelige Frucht

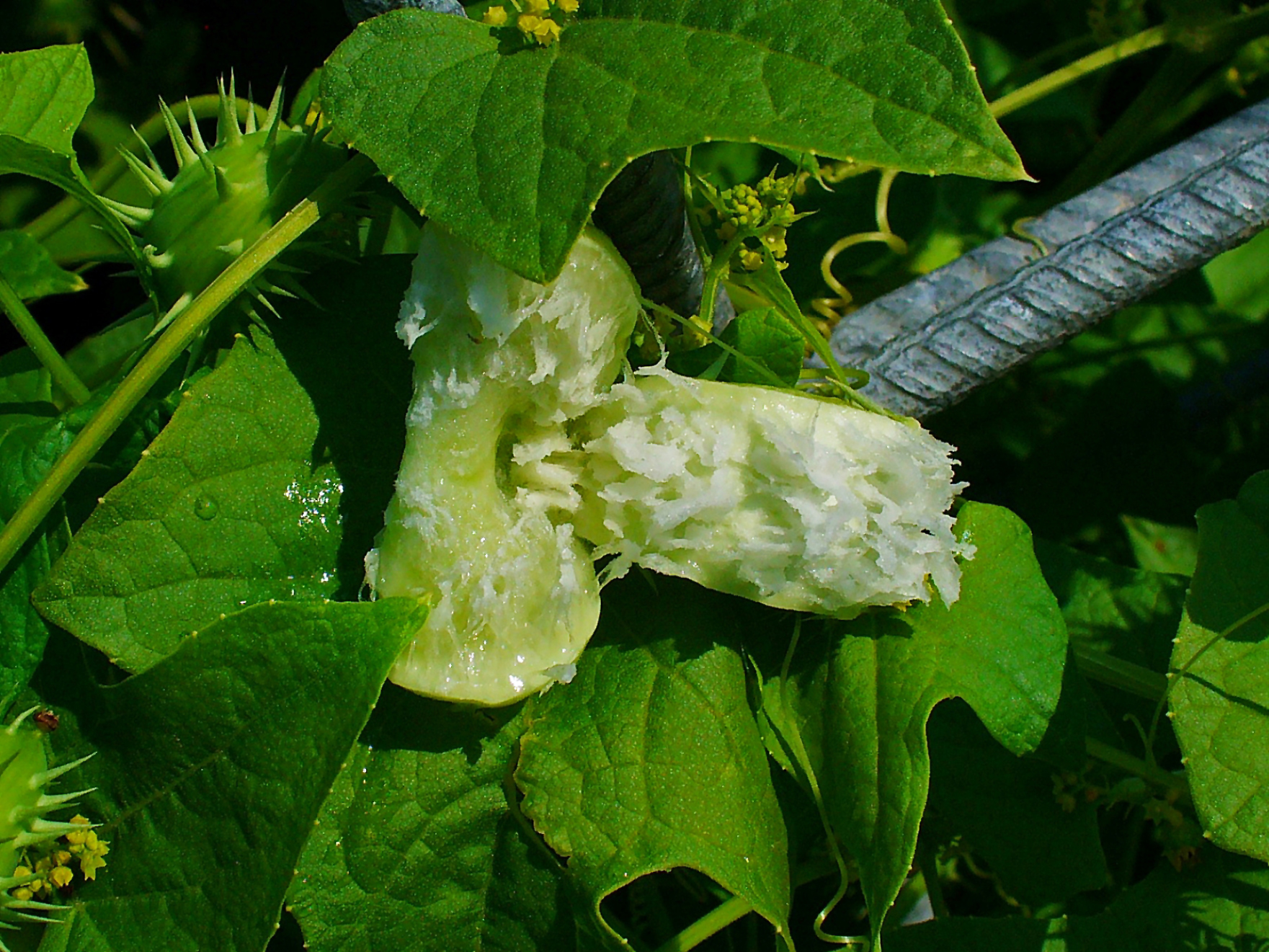
„Explodierte Frucht“

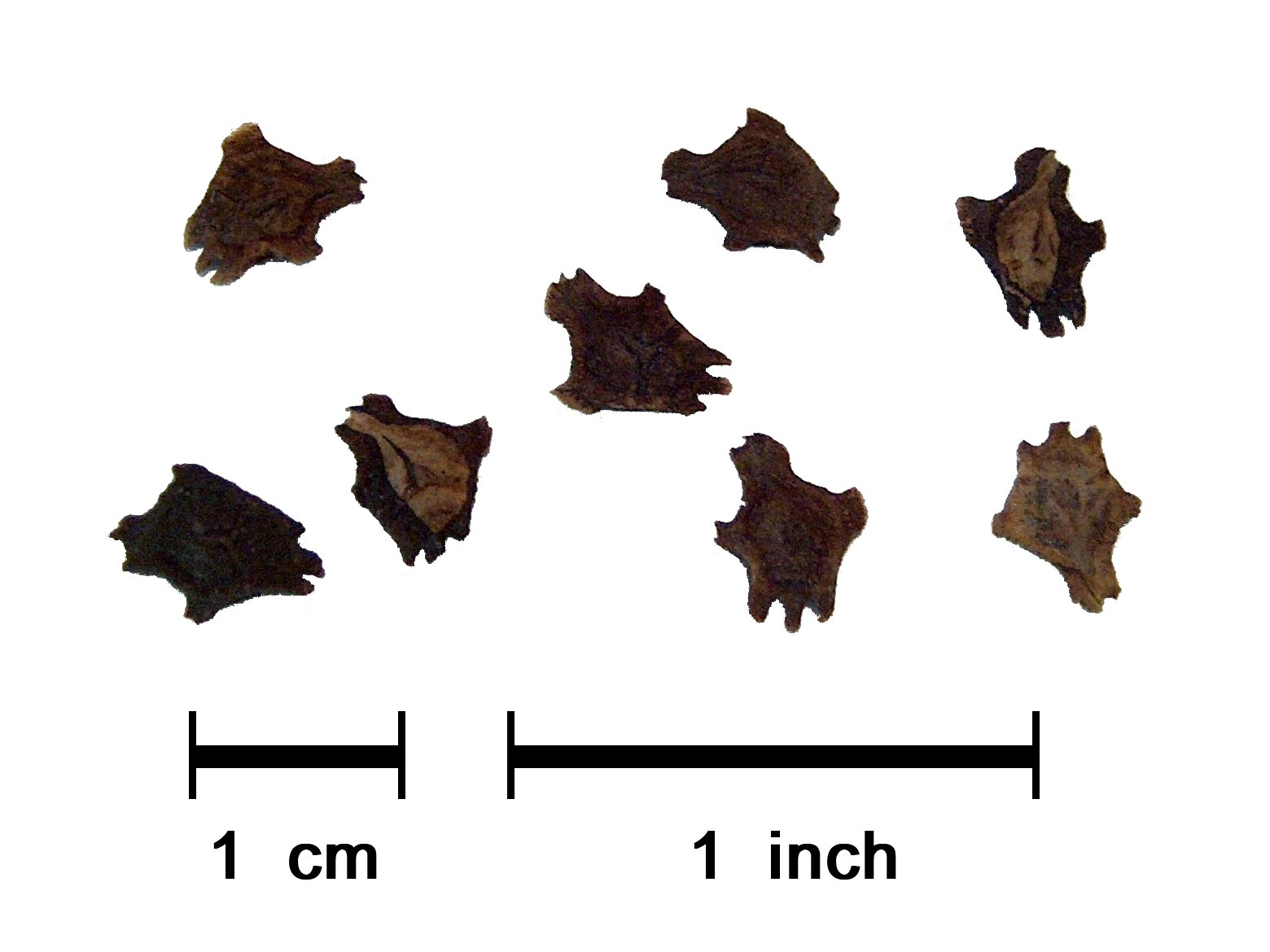
Samen

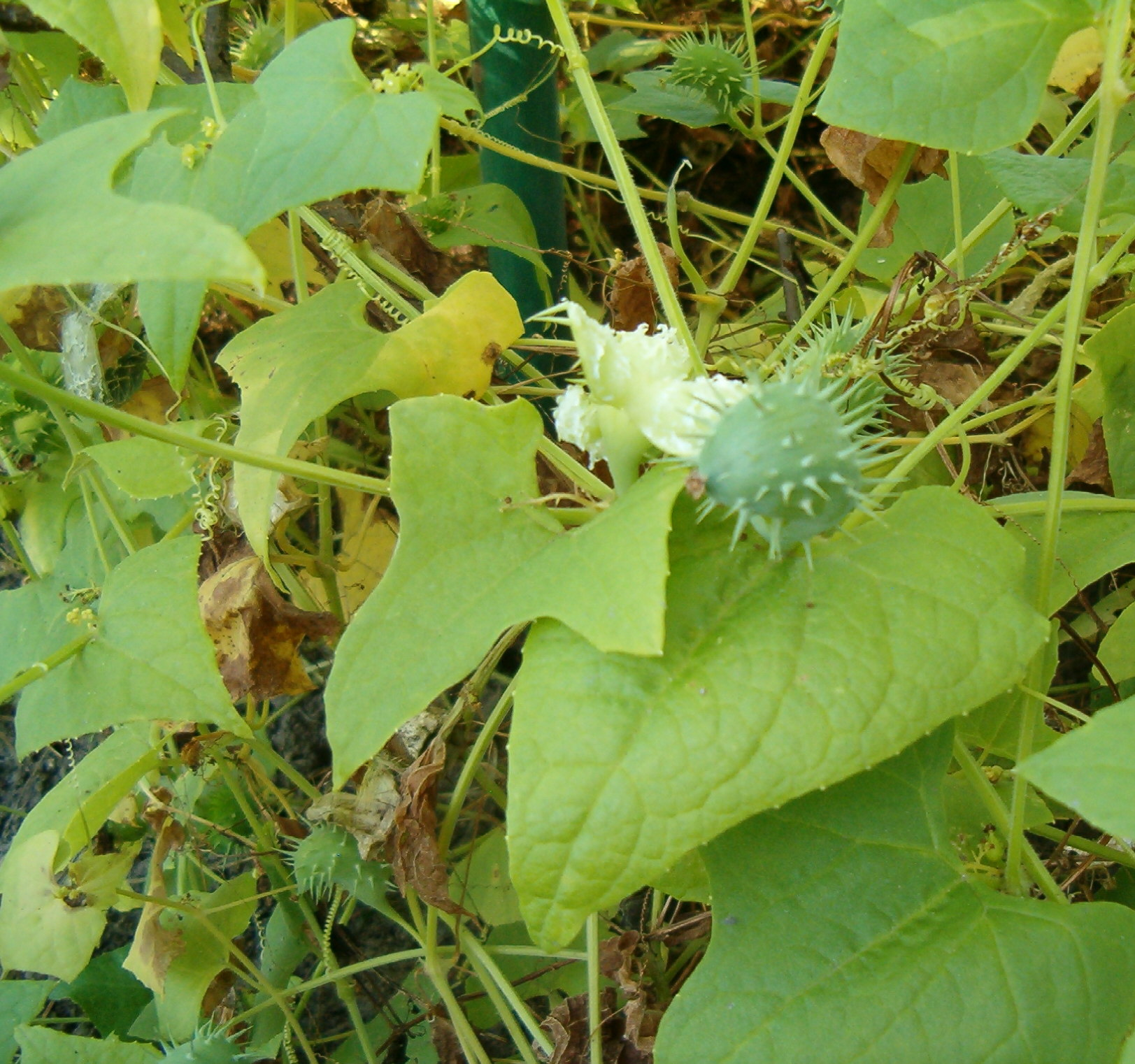
Habitus, Laubblätter, Ranken, geschlossene und aufgeplatzte Frucht

### Erscheinungsbild und Blatt
Die Explodiergurke ist eine einjährige oder kurzlebige ausdauernde krautige Pflanze. Die Stängel dieser Kletterpflanze werden einige Meter lang. Die kahlen Ranken, es handelt sich um fadenförmige Blattranken, sind zweigeteilt und ranken sich spiralförmig um alles.
Die wechselständig angeordneten Laubblätter sind in Blattstiel und Blattspreite gegliedert. Der kahle Blattstiel ist 0,5 bis 4 Zentimeter lang. Die häutige, handförmig geteilte Blattspreite ist bei einer Länge von 2 bis 10 Zentimetern und etwa gleicher Breite im Umriss breit-eiförmig bis kreisförmig und meist drei- oder fünflappig. Die Blattlappen sind eiförmig-dreieckig mit zugespitztem oberen Ende. Der mittlere Blattlappen ist viel größer als die seitlichen. An der herzförmigen Spreitenbasis befinden sich zwei bis sechs Nektardrüsen. Der Blattrand ist gezähnt.

### Blütenstand und Blüte
Die Explodiergurke ist einhäusig getrenntgeschlechtig (monözisch). Die Blütezeit dauert den ganzen Sommer. 8 bis 50 männliche Blüten stehen in seitenständigen, 8 bis 25 Millimeter langen, rispigen Blütenständen zusammen. Die Stiele der männlichen Blüten sind 0,5 bis 3 Millimeter lang, etwas kantig und fein flaumig behaart. Die Stiele der weiblichen Blüten sind fein flaumig behaart und verkahlen.
Die relativ kleinen, eingeschlechtigen Blüten sind radiärsymmetrisch und fünfzählig mit doppelter Blütenhülle. Bei weiblichen und männlichen Blüten sind die fünf weißlichen bis hellgelben Kronblätter verwachsen und mit einer Länge von 0,75 bis 1,5 Millimetern sowie einer Breite von 1 bis 1,5 Millimetern eiförmig-dreieckig. Bei den männlichen Blüten weist der Blütenbecher einen Durchmesser von 1 bis 1,5 Millimetern auf. Die fünf Kelchblätter sind becherförmig verwachsen und die Kelchzähne sind mit einer Länge von 0,3 Millimetern nur rudimentär vorhanden. Der Diskus der männlichen Blüten weist einen Durchmesser von 0,7 bis 1 Millimetern auf. Die Staubbeutel bilden einen nicht gefalteten Ring. Die Theka öffnet sich uniloculär. Die weiblichen Blüten sind größer als die männlichen und stehen an 1 bis 6 Millimeter langen Stielen. Es sind zwei Fruchtblätter zu einem bei einer Länge von 3 bis 5 Millimetern eiförmig-lanzettlichen Fruchtknoten verwachsenen. Der rudimentäre Griffel endet in einer bei einem Durchmesser von 1 bis 1,5 Millimetern fast kugeligen Narbe.

### Frucht und Samen
Der Fruchtstiel ist 0,5 bis 1,5 Zentimeter lang. Die meist grünen oder selten blau-grünen, bestachelten Früchte sind bei einer Länge von 2 bis 4 Zentimetern sowie einem Durchmesser von 1,4 bis 2,5 Zentimetern leicht gekrümmt und fast nierenförmig. Ihre Stacheln sind 2 bis 11 Millimeter lang. Die Früchte enthalten jeweils fünf bis acht Samen. Die Samen sind bei einer Länge von 7 bis 9 Millimetern sowie einem Durchmesser von 5 bis 7 Millimetern fast kreuzförmig, abgeflacht mit gestutzter und dreigezähnter Basis und ihr Rand ist runzelig.

## Ökologie
Die Explodiergurke ist meist ein Therophyt.
Die Ausbreitung der Diasporen, es sind die Samen, erfolgt durch Autochorie (Selbstausbreitung). Ihren Namen hat die Explodiergurke von ihren leicht gekrümmten, bestachelten Früchten. An der konkaven Fruchtschale verläuft die Plazentarleiste an der die Samen sitzen, die auf die konvexe Fruchtschale gerichtet sind. In dieser Plazentarleiste befindet sich ein fester, der Versorgung der sich entwickelnden Samen dienender Leitgewebestrang. In den Früchten befinden sich in einem schwammartigen Gewebe die Samen. Bei der Fruchtreife baut sich ein erhöhter Druck in den inneren Schichten der nach außen gewölbten Fruchtwand auf und bewirkt eine steigende Gewebespannung. Die Fruchtwand reißt an einer in der Narbenregion gelegenen Schwachstelle auf, der konvexe Wandteil schlägt blitzschnell nach außen um und reißt den Leitgewebsstrang mit. Bei der Explosion zerreißt das schwammartige Fruchtgewebe. Beim Platzen der Frucht werden die Samen einige Meter weit weggeschleudert.

## Vorkommen
Cyclanthera brachystachya ist in Zentral- (Guatemala, Costa Rica, El Salvador) und Südamerika (Kolumbien, Venezuela, Ecuador) verbreitet. Sie gedeiht in tropisch-andinen Gebieten in Höhenlagen von 800 bis 2000 Metern. Meist gedeiht sie in Sekundärvegetation und manchmal wird sie angebaut.

## Taxonomie
Die Erstbeschreibung von Elaterium brachystachyum erfolgte 1828 durch Nicolas Charles Seringe in Prodromus Systematis Naturalis Regni Vegetabilis, 3, S. 310. Die Neukombination zu Cyclanthera brachystachya wurde 1878 durch Alfred Cogniaux in Diagnoses de Cucurbitacées nouvelles et observations sur les espèces critiques ..., Band 1, 2, S. 64 veröffentlicht. Weitere Synonyme für Cyclanthera brachystachya (Ser.) Cogn. sind: Cyclanthera bourgeauana Naudin, Cyclanthera brachybotrys var. achocchilla Cogn., Cyclanthera costaricensis Cogn., Cyclanthera costaricensis var. angustiloba Cogn., Cyclanthera elastica hort. ex Vilm., Cyclanthera glauca Cogn., Cyclanthera glauca var. angustiloba Cogn., Cyclanthera explodens Naudin. Als Lectotypus wurde 1995 Sessé & Mociño, Lámina XXXVIII, Icon. Fl. Mex. ined., 1787–1803, Mexico (G) durch Lira Saade in Estudios Taxonomicos y Ecogeograficos de las Cucurbitaceae Latinoamericanas de Importancia Economica. Systematic and Ecogeographic Studies on Crop Genepools., S. 210 festgelegt.

## Nutzung
Cyclanthera brachystachya wird in den Heimatgebieten und in manchen tropischen Gebieten als Gemüsepflanze angebaut. Die Früchte können roh oder gegart gegessen werden. Die Früchte werden in Salaten, eingelegt, oder gegart wie Kürbisse gegessen. Der spanischsprachige Trivialname ist Cuchinito.
Cyclanthera brachystachya wird manchmal als Zierpflanze verwendet.

## Pflanzen mit ähnlichem Ausbreitungsmechanismus
Die Spritzgurke (Ecballium elaterium) besitzt einen ähnlichen Ausbreitungsmechanismus. Bei ihr reißt die Frucht jedoch am Stielansatz auf, so dass beim Platzen neben den Samen auch die Fruchthülle weggeschleudert wird.